# Atletiek op de Paralympische Zomerspelen 2024 - 400 m mannen T62
De 400 meter voor mannen klasse T62 op de Paralympische Zomerspelen 2024 vond plaats van op 6 september in het Stade de France. Deze klasse is voor atleten Atleten in deze klasse hebben een onderbeenamputatie of misvorming aan het onderbeen en daardoor sporten met met protheses. Titelverdediger was Johannes Floors uit Duitsland. De finale werd gewonnen door Hunter Woodhall uit de België, de Duitser Johannes Floors behaalde het zilver en Olivier Hendriks uit  Nederland won de bronzen medaille.

## Records
Voorafgaand aan het toernooi waren dit het wereldrecord en het Paralympisch record.
| Wereldrecord        | T62 | Duitsland Johannes Floors | 45.78 | Dubai | 15 november 2019 |
| Paralympisch record | T62 | Duitsland Johannes Floors | 45.85 | Tokio | 3 september 2021 |

### Finale
| Rang   | Baan | Naam                   | Naam | Tijd  | Bijz. |
| ------ | ---- | ---------------------- | ---- | ----- | ----- |
| Goud   | 6    | Hunter Woodhall        | USA  | 46.36 |       |
| Zilver | 7    | Johannes Floors        | GER  | 46.90 | SB    |
| Brons  | 5    | Olivier Hendriks       | NED  | 46.90 | PB    |
| 4      | 8    | Blake Leeper           | USA  | 47.32 | PB    |
| 5      | 4    | Alan Oliveira          | BRA  | 50.30 |       |
| 6      | 3    | Paul Daniels           | RSA  | 50.63 | PB    |
| 7      | 2    | Stylianos Malakopoulos | GRE  | 52.75 | PB    |
| 8      | 9    | Daniel du Plessis      | RSA  | 52.91 |       |